# Interton Vídeo series
La serie Interton Video Computer fue una línea de videoconsola dedicadas  de la  primera generación  producidas por la empresa alemana Interton Electronic GmbH y comercializadas en Italia, Francia y Alemania por Interton, philips y Thomson  durante el año 1975 hasta el 1978, desempeñó un papel significativo en la introducción y popularización de los videojuegos en el hogar en Europa durante finales de la década de 1970 y principios de la de 1980. Esta serie abarcó una evolución tecnológica notable, desde las primeras consolas dedicadas con juegos integrados, como la Interton Video 2000 (una de las pioneras en utilizar cartuchos en el mercado europeo), hasta la más avanzada Interton Video Computer 4000, un sistema de segunda generación que ofrecía una biblioteca de juegos intercambiables a través de cartuchos ROM.

## Interton Video 2000

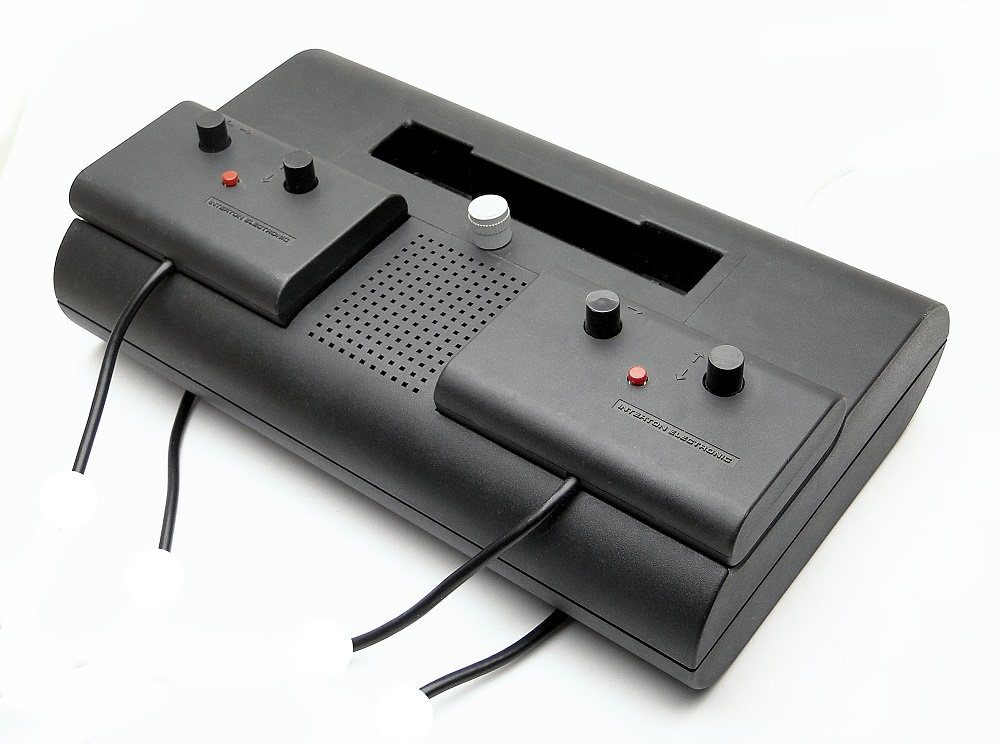
la consola Interton Video 2000

La Interton Video 2000 videoconsola  de cartuchos. de la  primera generación, lanzada en 1975 por Interton en Alemania y licenciada por Philips (Magnavox) La consola se enciende automáticamente al insertar un cartucho.

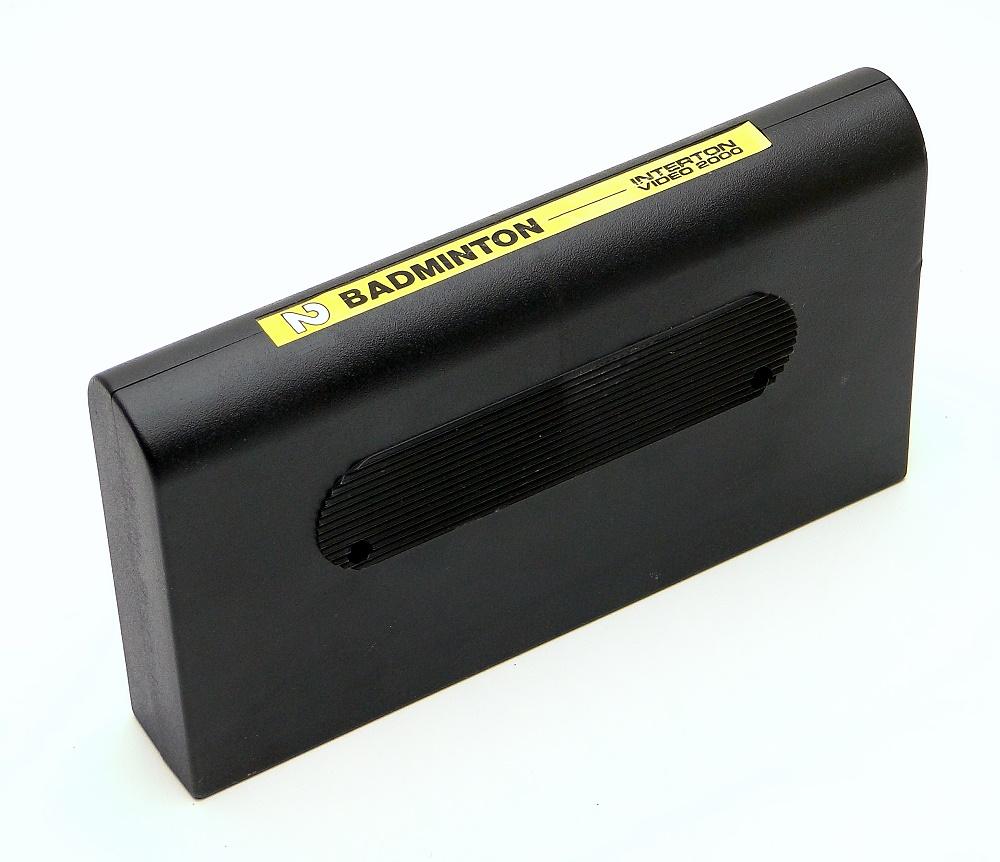
Cartucho número 2: bádminton

La Interton Video 2000 contiene 14 chips, lo que la convierte en una consola relativamente avanzada para su época. Le siguió la Interton Video 2400 en 1976.

## juegos
en la caja de arte para la consola, se muestran diez juegos, pero solo se encontraron cinco cartuchos de juego:
1. Sparring
2. Badminton
3. Attacke
4. Tennis
5. Super Tennis

El juego Super Tennis es el primer  juego con puntuación  en una consola 

## Interton Video 2400

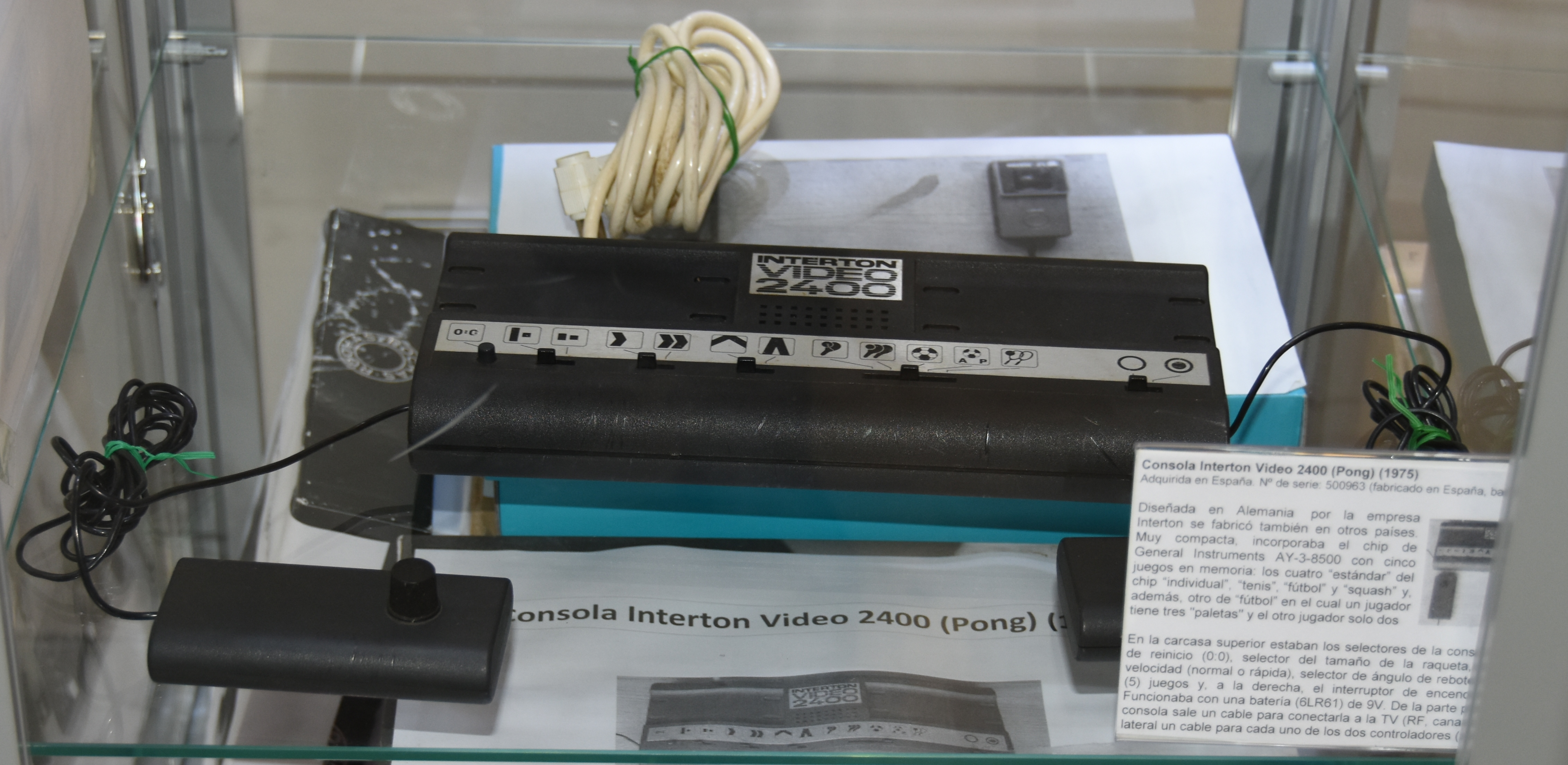
Un video interton 2400 en un escaparate

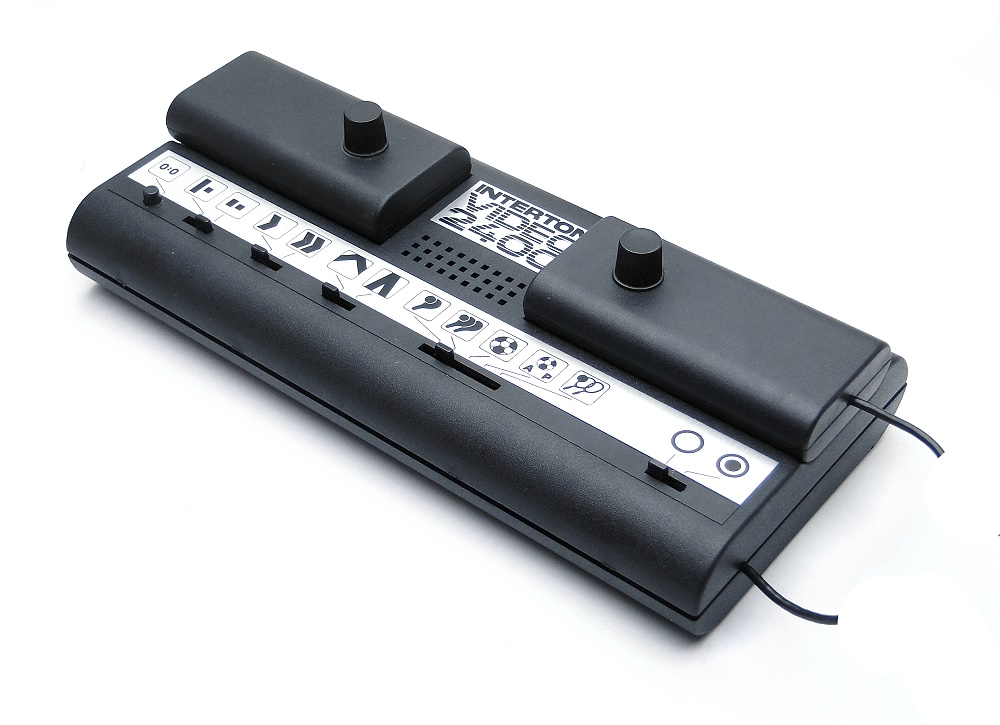
Un video Interton 2400 con sus dos controladores de juego a base de paletas.

Interton Video 2400 videoconsola dedicada  de la  primera generación de video consolas fue lanzada por Interton en 1975 por Interton. Es el sucesor del Interton Video 2000 y el predecesor del Video Interton 2501. Solo podría generar en blanco y negro. La consola usa el chipset AY-3-8500.El sonido se reproduce a través de un altavoz interno, en lugar del televisor.
La consola también fue lanzada en Francia por Thomson bajo el nombre JV1T y Continental Edison bajo el nombre JV-2701.

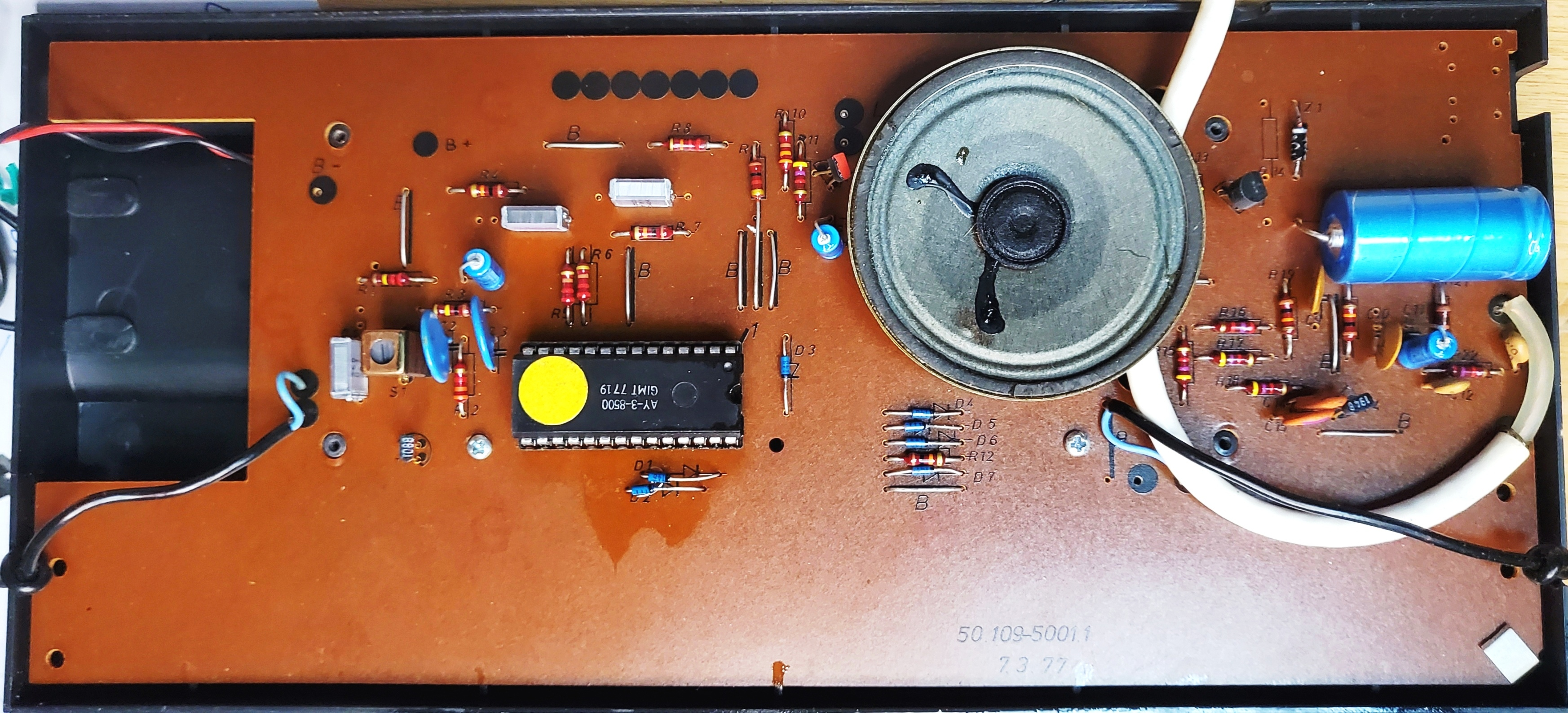
Placa base de Interton Video 2400. Consola Pong de 1977

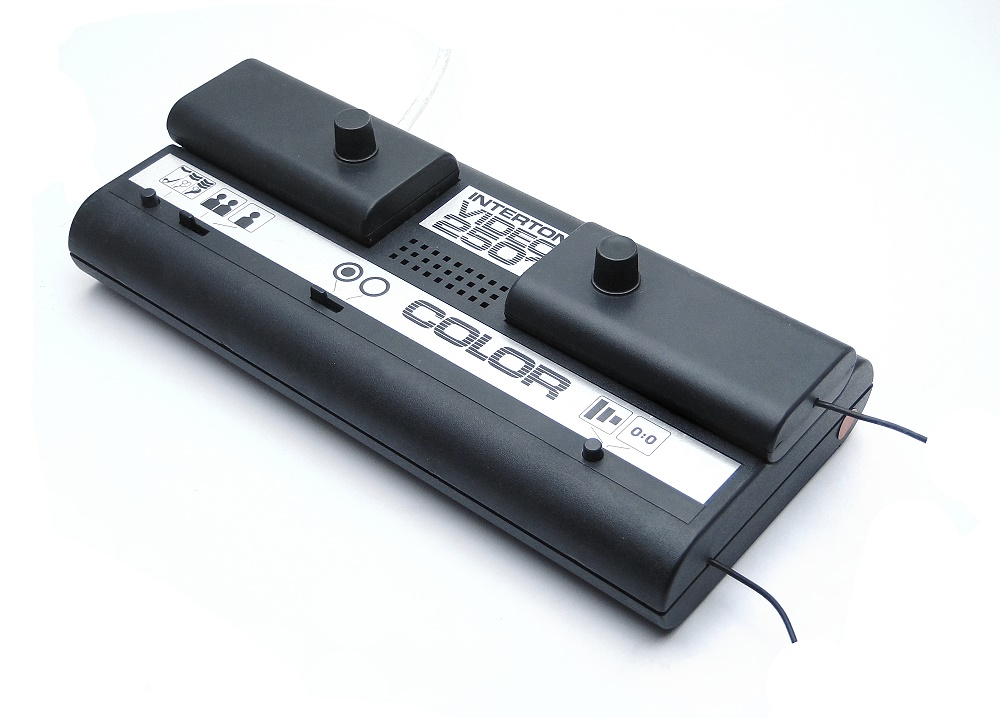
la Interton Video 2501

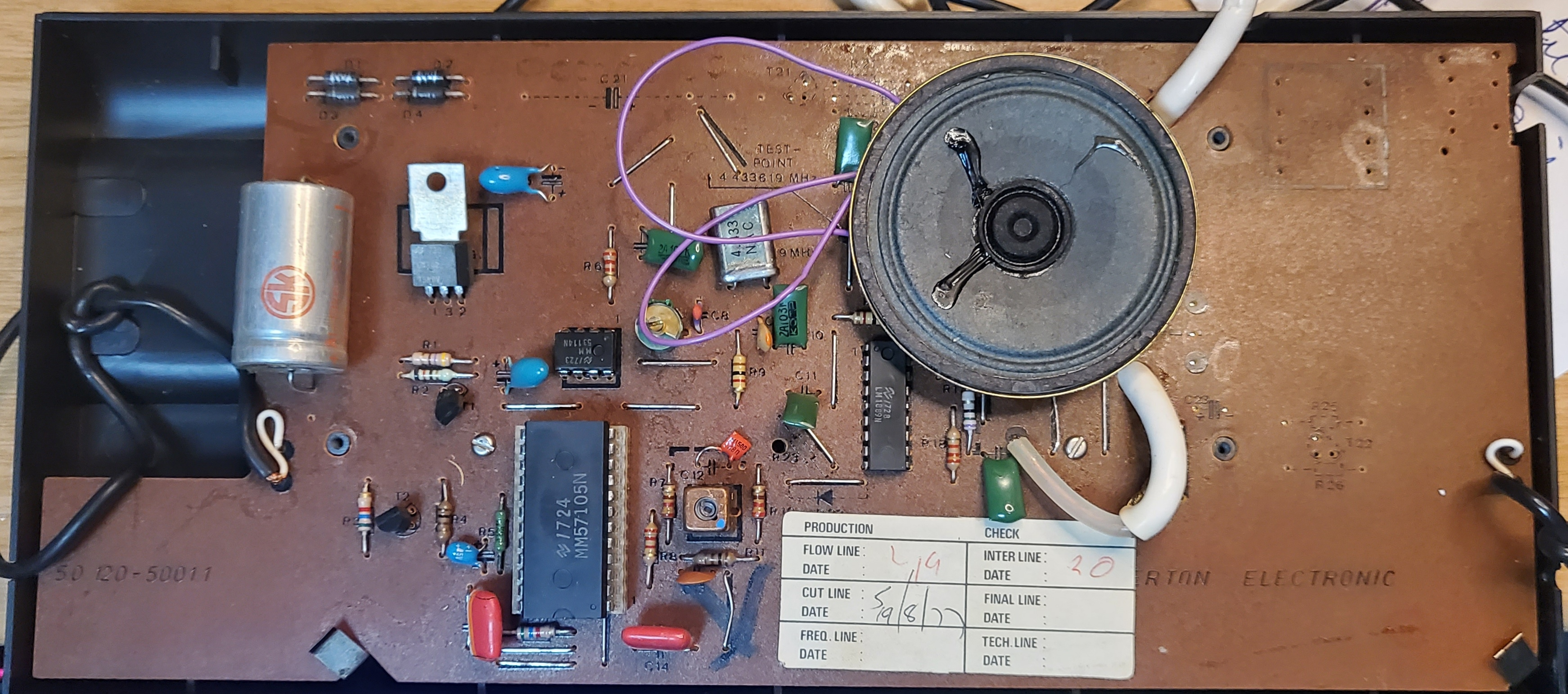
Placa base de Interton 2501. Consola Pong de 1977 con una CPU MM57105N. Hockey (1 o 2 jugadores), tenis (1 o 2 jugadores) y squash (1 o 2 jugadores), dando un total de seis juegos.

## Interton Video 2501
Interton Video 2501 es una videoconsola dedicada  de  primera generación de video consolas fue lanzada por Interton en 1977. Es el sucesor del Video 2400 de Interton y el predecesor del Video Interton 2800. Puede generar imágenes en color.

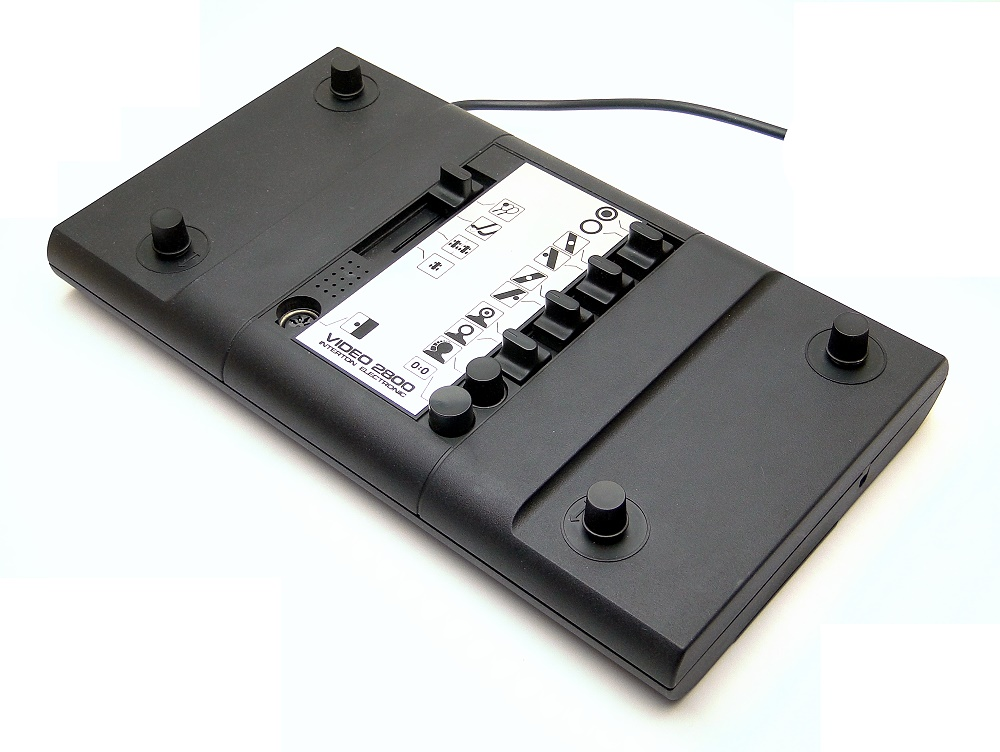
Interton Video 2800

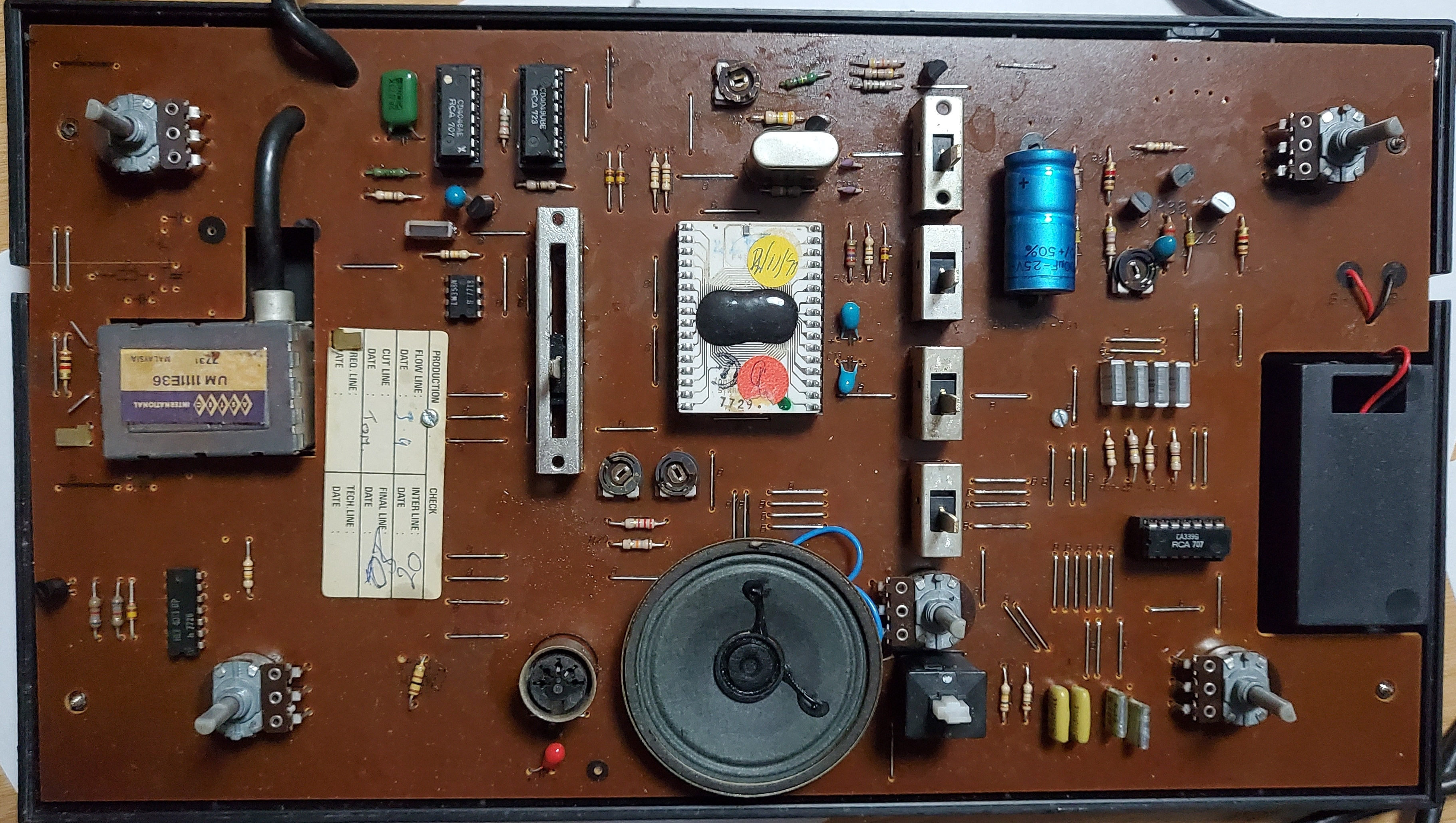
placa madre del Interton Video 2800.

## Interton Video 2800
La Interton Video 2800 fie una consola de videojuegos que forma parte de la primera generación es una Consola dedicada lanzada en 1977 por Interton. Sólo podía mostrar imágenes en  en blanco y negro. Es el sucesor del Interton Video 2501 y el predecesor del Interton Video 3000.

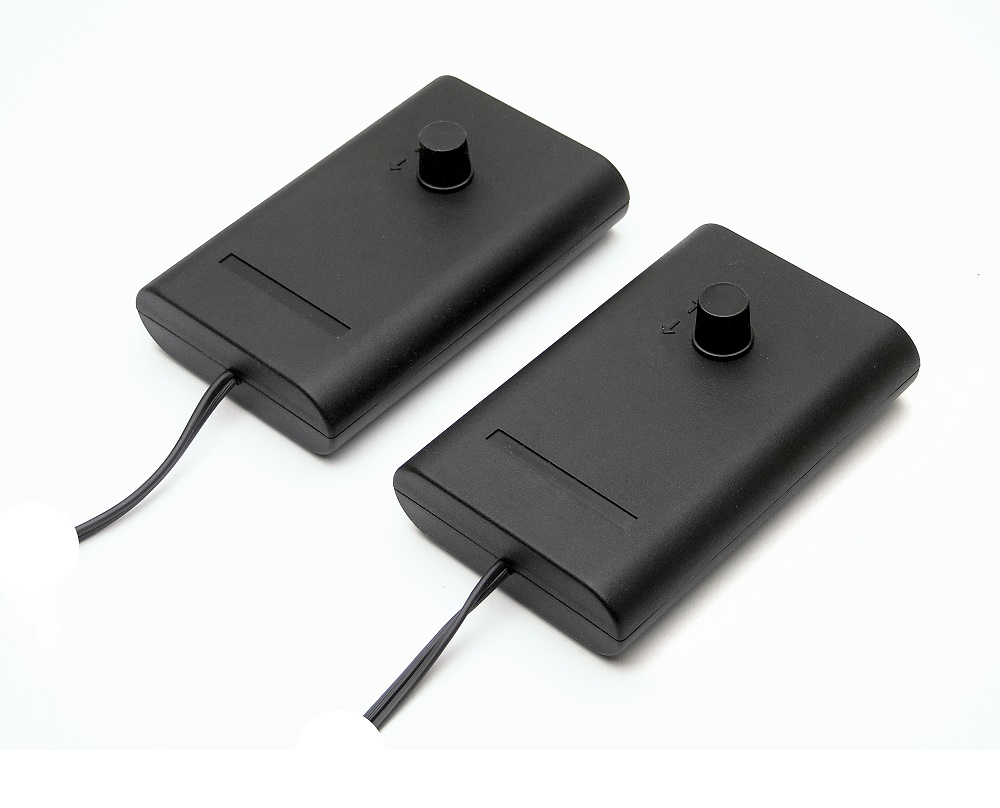
Los dos controladores de juego basados en paletas que lo acompañan (número de modelo: V350)

## Interton Video 3001

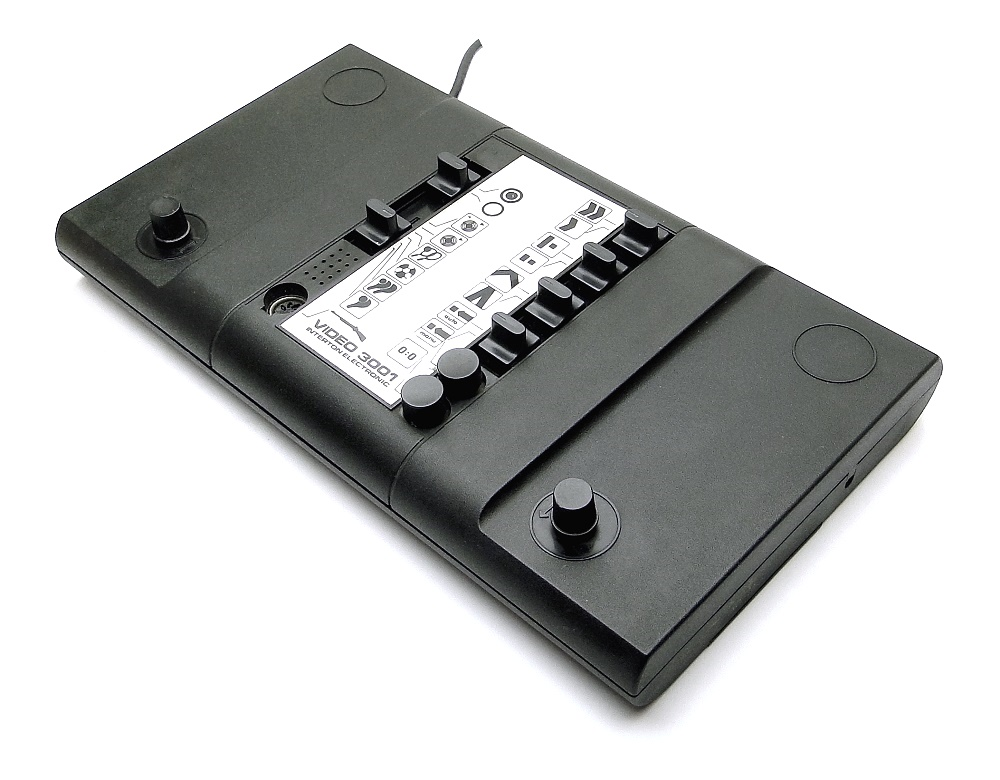
Interton Video 3001 Variante 2

La Interton Video 3001 fue una consola de videojuegos que forma parte de la primera generación  es una consola dedicada fue lanzada en 1978 por  Interton. Es una de las muchas consolas clon de Pong  fue la sucesora del Interton Video 3000  y la predecesora de la Interton Video Computer 4000 (VC 4000). Esta versión fue la primera en imprimir juegos en color en la serie Interton Video.

## Juegos
Gracias al  que usaba chipset AY-3-8500,  que era un chip que reproducía pong los siguientes 6 juegos estaban disponibles en la consola
- Tennis
- Fussball
- Squash
- Squash als 2 Spieler Variante
- Schießen 1
- Schießen 2